# Tim Flannery
Timothy Fridtjof Flannery (ur. 28 stycznia 1956) – australijski teriolog, paleontolog i działacz ekologiczny. Specjalista w zakresie zmiany klimatu.
W swojej karierze zajmował różne stanowiska akademickie, w tym profesora na Uniwersytecie Adelajdy, dyrektora Muzeum Australii Południowej w Adelajdzie, głównego specjalisty ds. badań w Muzeum Australijskim oraz profesora na Uniwersytecie Macquarie. Jest autorem licznych publikacji naukowych.
W 2007 roku otrzymał tytuł Australijczyka Roku.